# Ламмердинг, Гейнц Бернард
Гейнц Бернард Ламмердинг (нем. Heinz Bernard Lammerding; 27 августа 1905, Дортмунд — 13 января 1971, Бад-Тёльц, Бавария) — немецкий военный деятель, группенфюрер СС и генерал-майор войск СС.

## Биография
Вступил в СС практически с момента их образования. Первоначально служил в инженерных частях СС.
Переведён в дивизию СС «Мертвая голова», в составе которой участвовал в Французской кампании.
С 1942 года в Штабе дивизии СС «Мертвая голова». После командующий 5-м гренадерским полком «Туле»
Затем дважды с 23 октября 1943 года по 24 июля 1944 года и 23 октября 1944 года по 20 января 1945 года командующий 2-й танковой дивизией СС «Рейх»
С января 1945 года назначен начальником штаба группы армий «Висла»
За резню мирных граждан в селении Орадур, был приговорён Французским трибуналом к смертной казни, но власти ФРГ отказали Франции в выдаче.

## Награды
За Французскую кампанию
- Железный крест 2-го класса
- Железный крест 1-го класса

За Восточную кампанию
- Рыцарский Крест Железного Креста (1944)